# TVRI
TVRI (Televisi Republik Indonesia – Telewizja Republiki Indonezji) – indonezyjski telewizyjny nadawca publiczny i zarazem najstarszy nadawca telewizyjny w Indonezji. TVRI zostało założone 24 sierpnia 1962 r.